# Jochen Sander
Jochen Sander (* 15. Juni 1958) ist ein deutscher Kunsthistoriker.

## Leben und Wirken
Jochen Sander studierte Kunstgeschichte, Christliche Archäologie und Geschichte an den Universitäten Bonn, Wien und Bochum. Nach seiner Promotion 1987 an der Universität Bochum mit einer Dissertation zu „Stilentwicklung und Chronologie der Werke des Hugo van der Goes“ begann er 1988 seine berufliche Laufbahn als wissenschaftlicher Mitarbeiter am Städel Museum in Frankfurt am Main. 2003 habilitierte er sich in Mittlerer und Neuerer Kunstgeschichte an der Universität Freiburg mit einer Arbeit über „Hans Holbein als Tafelmaler in Basel, 1515–1532“. Seit 2007 ist er stellvertretender Direktor des Städel Museums sowie Sammlungsleiter der deutschen, holländischen und flämischen Malerei vor 1800. 2008 wurde er zudem auf die neu eingerichtete Städel-Kooperationsprofessur am Kunstgeschichtlichen Institut der Universität Frankfurt berufen.
Jochen Sander hat zahlreiche Publikationen zur niederländischen, deutschen und italienischen Malerei des Mittelalters, der frühen Neuzeit und des Barock verfasst, wobei ein besonderer Schwerpunkt seiner Forschungen auf der Anwendung aktueller gemäldetechnologischer Untersuchungsmethoden (u. a. Infrarot-Reflektografie, Röntgenfluoreszenz) auf kunsthistorische Fragestellungen liegt. Darüber hinaus ist er als Kurator von zahlreichen internationalen Sonderausstellungen im Städel Museum hervorgetreten, darunter „Der Meister von Flémalle und Rogier van der Weyden“ (2008/09), „Dürer. Kunst – Künstler – Kontext“ (2013/14), „Rubens. Kraft der Verwandlung“ (2017/18) oder "Nennt mich Rembrandt! Durchbruch in Amsterdam" (2021/22).

## Ausstellungen (Auswahl)
- Der Meister von Flémalle und Rogier van der Weyden, Frankfurt am Main, Städel Museum, und Berlin, Staatliche Museen zu Berlin, Gemäldegalerie, 2008/09.
- Dürer. Kunst – Künstler – Kontext, Frankfurt am Main, Städel Museum, 2013/14.
- Raffael und das Porträt Julius´ II., Frankfurt am Main, Städel Museum, 2013/14.
- Fantastische Welten. Albrecht Altdorfer und das Expressive in der Kunst um 1500, Frankfurt am Main, Städel Museum, und Wien, Kunsthistorisches Museum, 2014/15.
- Schaufenster des Himmels. Der Altenberger Altar und seine Bildausstattung, Frankfurt am Main, Städel Museum, 2016.
- Rubens. Kraft der Verwandlung, Wien, Kunsthistorisches Museum, und Frankfurt am Main, Städel Museum, 2017/18.
- Die Welt im BILDnis. Porträts, Sammler und Sammlungen in Frankfurt von der Renaissance bis zur Aufklärung, Frankfurt am Main, Museum Giersch der Goethe-Universität, 2020.
- Nennt mich Rembrandt! Durchbruch in Amsterdam, Frankfurt am Main, Städel Museum, und Ottawa, National Gallery of Canada 2021/22.

## Veröffentlichungen (Auswahl)
- Hugo van der Goes. Stilentwicklung und Chronologie (= Berliner Schriften zur Kunst 3). Mainz 1992 (2. Auflage 1996), ISBN 978-3-8053-1867-9.
- Erwin Panofsky: Die altniederländische Malerei. Ihr Ursprung und Wesen. Übersetzt und herausgegeben von Jochen Sander und Stefan Kemperdick, 2 Bde., Köln 2001, ISBN 978-3-8321-7690-7.
- Niederländische Gemälde im Städel, 1400–1550. Unter Mitarbeit von Stephan Knobloch bei der gemäldetechnologischen Dokumentation und einem Beitrag von Peter Klein zu den Ergebnissen der dendrochronologischen Untersuchungen (Kataloge der Gemälde im Städelschen Kunstinstitut, Frankfurt am Main, 2, herausgegeben von Klaus Gallwitz und Jochen Sander), Mainz 1993 (2., aktualisierte Auflage 2002), ISBN 978-3-8053-1444-2.
- Italienische Gemälde im Städel, 1300–1550: Oberitalien, die Marken und Rom (= Kataloge der Gemälde im Städelschen Kunstinstitut, Frankfurt am Main 7, herausgegeben von Herbert Beck und Jochen Sander), Mainz 2004, ISBN 978-3-8053-3314-6.
- Hans Holbein d. J. Tafelmaler in Basel, 1515–32, München 2005, ISBN 978-3-7774-2375-3.
- Mittelalterliche Retabel in Hessen, Bd. 1: Bildsprache, Bildgestalt, Bildgebrauch, Bd. 2: Werke, Ensembles, Kontexte. Herausgegeben von Ulrich Schütte, Hubert Locher, Klaus Niehr, Jochen Sander und Xenia Stolzenburg, Petersberg 2018, ISBN 978-3-7319-0197-6.